# 加拿大中文電台
加拿大中文電台（英語：Fairchild Radio）是加拿大新時代傳媒集團旗下的一系列電台，主要以粵語及普通話進行廣播，部份時段亦有播出其他語言的節目。加拿大中文電台在多倫多、溫哥華和卡加利均設有分台。

## 旗下站台

### 多倫多

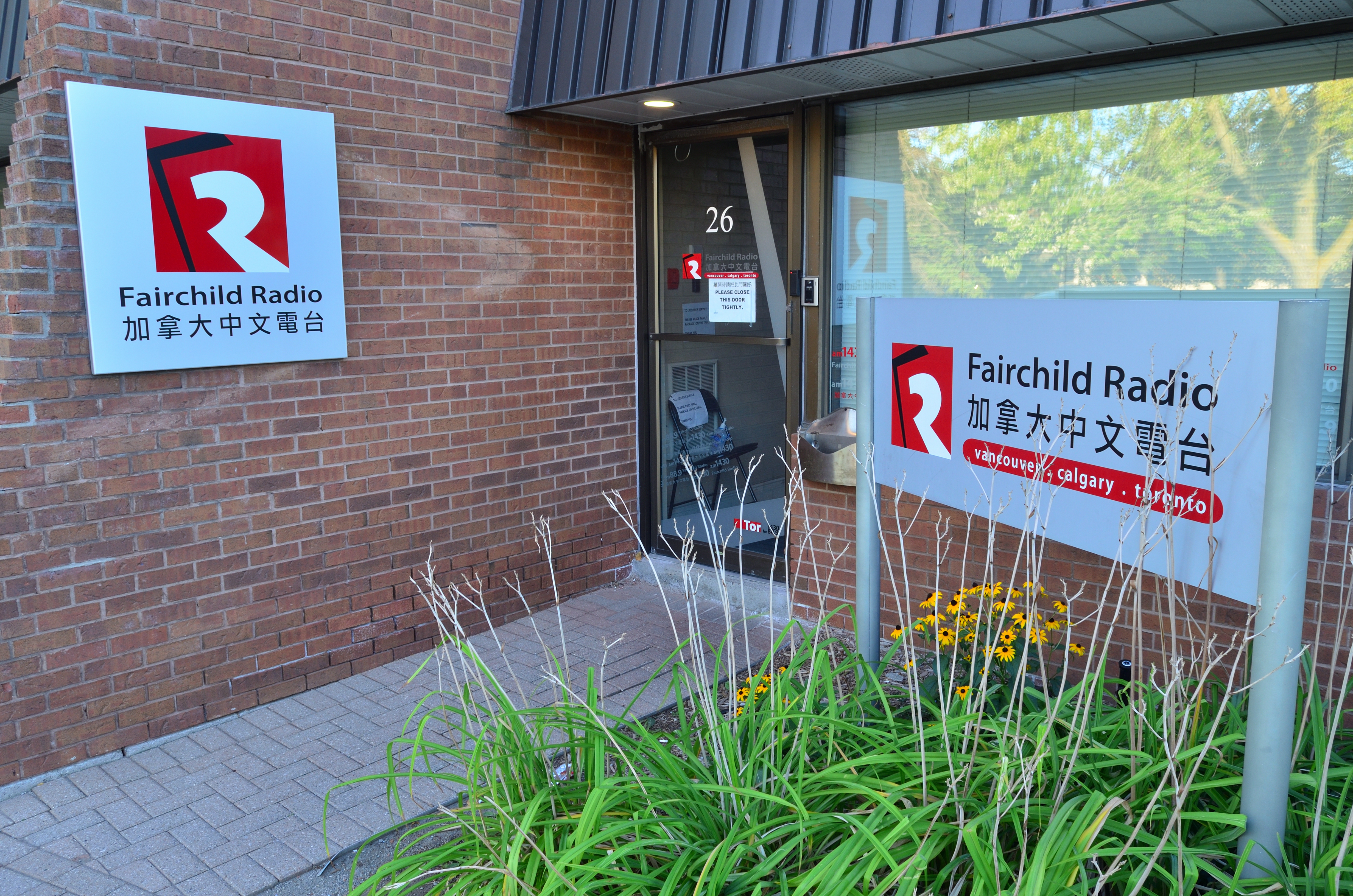
加拿大中文電台多倫多廣播室

加拿大中文電台的多倫多分台以AM1430頻率播放，呼號為CHKT，廣播範圍覆蓋整個大多倫多地區，甚或至倫敦都能接收。AM1430這個頻率早在1925年已啓播，雖然多年來經過多次易手，但仍維持以英語廣播。待1997年由新時代傳媒集團收購後才改以中文廣播，當時電台的名稱叫作「多倫多廣播電台」。
加拿大中文電台亦有部份節目曾經於FM88.9（呼號：CIRV-FM）播出，但該站台並非隸屬新時代傳媒集團；加拿大中文電台只是向該台購買部份時段來播出其節目而已。（FM88.9其他時段主要播放西班牙語及葡萄牙語節目。）到2016年之後，該電臺仍然在星期六晚上播放加拿大中文電台兩小時的節目。

### 溫哥華
加拿大中文電台於溫哥華擁有兩家分台，分別是AM1470（呼號：加拿大中文電台AM1470）和FM96.1（呼號：加拿大中文電台FM96.1），前者主要以粵語廣播，後者則主要以普通話廣播(部分时段以粤语广播)。

#### 歷史
AM1470於1972年啓播，由荷蘭裔移民Jan van Bruchem創辦，該台的呼號「CJVB」亦是取自他名字的縮寫。CJVB啓播時以18種語言進行廣播，是加拿大西部第一間、亦是全國第三間多元文化電台。該台啓播時的牌照條款將英語或法語外的外語廣播上限設為節目表的40%，而該台當年的粤語節目亦只限於週一至週五晚上，以「華僑之聲」的名義播放。發射站設於列治文，功率為10千瓦。
加拿大視訊委員會（CRTC）於1978年批准將AM1470的功率從10千瓦增至50千瓦，而此功率提升則於1980年生效。該台於1983年成為溫哥華首間以環迴立體聲廣播的電台，並於1986年獲CRTC放寬其外語廣播限制，上限從每週節目表的40%增至60%，而粵語廣播時段亦延伸至早上和深宵時分。
新時代傳媒集團後於1992年收購AM1470，而華僑之聲則遷往AM1320繼續播放。自此，AM1470成為了華僑之聲的競爭對手，溫哥華粤語廣播的兩台鼎立時代正式展開。AM1470被新時代傳媒集團收購後初期改稱溫哥華中文電台；這個名字維持了5年，直到1997年新時代收購了多倫多的AM1430頻道後，才被易名為加拿大中文電台並沿用至今。
AM1470於1992年成為新時代傳媒集團成員後，於1996年向加拿大視訊委員會（CRTC）申請建立一座FM站台。申請獲批後，FM96.1於1997年9月6日啓播，是加拿大西部首家以FM頻率播放的多元文化電台。
FM96.1啓播初期的對象以年輕聽衆為主，每天於中文時段播放粵語和普通話節目；頻道後來轉為針對不同年齡的普通話聽衆。
加拿大中文電台於2008年成功向CRTC申請延續FM96.1的廣播牌照，新牌照的有效期介乎2009年1月1日至2015年8月31日。加拿大中文電台同時向CRTC申請更改FM96.1的牌照條款，允許該台於週一至週五早上6時至9時以普通話進行廣播，但此要求卻被CRTC拒絕。
FM96.1和AM1470的直播室設於同屬新時代集團的列治文香港仔中心商場，到1997年則遷至溫哥華百老匯西街的新時代廣場，到2006年再遷回列治文時代坊商場（即香港仔中心舊址）；直播室現時設於時代坊二樓。

### 卡加利
加拿大中文電台的卡加利分台以FM94.7頻率播放，呼號為CHKF-FM，於1998年11月啓播。
它主要以广东话和普通话广播，也有日语，旁遮普语，印地语，西班牙语，埃塞俄比亚语，匈牙利语，波兰语等语言的节目。

## 歷代電台口號

### 多倫多分台
- 「此刻，未來，天天精彩」（2022年前）
- 「放眼世界，愛，飛揚」（2022年至2024年2月25日）
- 「和你一起，發現更多」（2024年2月26日至今）

### 溫哥華分台
- 「精益求精 再下一城」（第一代的電台口號）[10]
- 「資訊娛樂新時代」（2022年至今）

## 争议
2019年10月加拿大中文电台解雇了一名多伦多分台的脱口秀主持人，原因是他在接受采访时提出的问题被视为批评中华人民共和国对反对逃犯条例修订草案运动的立场，从而引起公众关注。

## 另見
- 新時代電視
- 城市電視

## 外部連結
- 加拿大中文電台官方網站（页面存档备份，存于）
- 加拿大中文電台多倫多分台（AM1430/FM88.9）官方網站（页面存档备份，存于）／facebook專頁（页面存档备份，存于）／新浪微博
- 加拿大中文電台溫哥華分台（AM1470/FM96.1）官方網站（页面存档备份，存于）／facebook專頁（页面存档备份，存于）／新浪微博（页面存档备份，存于）／推特微博（页面存档备份，存于）
- 加拿大中文電台卡加利分台（FM94.7）網站（页面存档备份，存于）